# 智慧圈
智慧圈（noosphere），又译人类圈，是由苏联生物地球化学家弗拉基米尔·伊万诺维奇·维尔纳茨基和法国哲学家、耶稣会神父德日进提出的哲学以及人類社會與自然關係的概念。  他們認為智慧圈是在生物圈概念的基础上发展起来的，而且人类出现以后，人类成为改变生物圈的重要因素，生物圈也便因此而进入智慧圈。人類社会和自然是统一的完整系统。智慧圈的特征是人对自然界有计划、有组织的作用。苏联一位学者认为，智慧圈是地球生物圈发展的更高阶段。